# Olympische Sommerspiele 1972/Judo
Bei den XX. Olympischen Sommerspielen 1972 in München fanden sechs Wettbewerbe im Judo statt. Austragungsort war die Judo- und Ringer-Halle auf dem Messegelände Theresienhöhe. Auf dem Programm standen zwei Wettbewerbe mehr als bei der Premiere vor acht Jahren (1968 gab es keine Judowettbewerbe). Die Kampfzeit lag in der Vorrunde bei sechs, im Halbfinale bei acht und im Finale bei zehn Minuten. Zum Sieg reichte ein Ippon.

## Bilanz

### Medaillenspiegel
| Platz  | Land           | Gold | Silber | Bronze | Gesamt |
| ------ | -------------- | ---- | ------ | ------ | ------ |
| 1      | Japan          | 3    | –      | 1      | 4      |
| 2      | Niederlande    | 2    | –      | –      | 2      |
| 3      | Sowjetunion    | 1    | 1      | 2      | 4      |
| 4      | Großbritannien | –    | 1      | 2      | 3      |
| 5      | BR Deutschland | –    | 1      | 1      | 2      |
| 6      | Polen          | –    | 1      | –      | 1      |
| 6      | Südkorea       | –    | 1      | –      | 1      |
| 8      | Frankreich     | –    | –      | 3      | 3      |
| 9      | Brasilien      | –    | –      | 1      | 1      |
| 9      | DDR            | –    | –      | 1      | 1      |
| 9      | Nordkorea      | –    | –      | 1      | 1      |
| Gesamt | Gesamt         | 6    | 5      | 12     | 23     |

### Medaillengewinner
Männer
| Disziplin                      | Gold                           | Silber                 | Bronze                                         |
| ------------------------------ | ------------------------------ | ---------------------- | ---------------------------------------------- |
| Leichtgewicht (bis 73 kg)      | Takao Kawaguchi (JPN)          | vakant                 | Kim Yong-ik (PRK) Jean-Jacques Mounier (FRA)   |
| Halbmittelgewicht (bis 81 kg)  | Toyokazu Nomura (JPN)          | Antoni Zajkowski (POL) | Dietmar Hötger (GDR) Anatolij Nowikow (URS)    |
| Mittelgewicht (bis 90 kg)      | Shinobu Sekine (JPN)           | Oh Seung-lip (KOR)     | Jean-Paul Coche (FRA) Brian Jacks (GBR)        |
| Halbschwergewicht (bis 100 kg) | Schota Tschotschischwili (URS) | David Starbrook (GBR)  | Paul Barth (FRG) Chiaki Ishii (BRA)            |
| Schwergewicht (über 100 kg)    | Willem Ruska (NED)             | Klaus Glahn (FRG)      | Motoki Nishimura (JPN) Giwi Onaschwili (URS)   |
| Offene Klasse                  | Willem Ruska (NED)             | Witali Kusnezow (URS)  | Jean-Claude Brondani (FRA) Angelo Parisi (GBR) |

## Zeitplan
| Wettbewerbe                    | August / September | August / September | August / September | August / September | August / September | August / September | August / September | August / September | August / September | August / September |
| Wettbewerbe                    | 31.                | 01.                | 02.                | 03.                | 04.                | 05.                | 06.                | 07.                | 08.                | 09.                |
| ------------------------------ | ------------------ | ------------------ | ------------------ | ------------------ | ------------------ | ------------------ | ------------------ | ------------------ | ------------------ | ------------------ |
| Leichtgewicht (bis 73 kg)      |                    |                    |                    |                    |                    |                    |                    |                    |                    |                    |
| Halbmittelgewicht (bis 81 kg)  |                    |                    |                    |                    |                    |                    |                    |                    |                    |                    |
| Mittelgewicht (bis 90 kg)      |                    |                    |                    |                    |                    |                    |                    |                    |                    |                    |
| Halbschwergewicht (bis 100 kg) |                    |                    |                    |                    |                    |                    |                    |                    |                    |                    |
| Schwergewicht (über 100 kg)    |                    |                    |                    |                    |                    |                    |                    |                    |                    |                    |
| Offene Klasse                  |                    |                    |                    |                    |                    |                    |                    |                    |                    |                    |

|  | Finale |

## Ergebnisse

### Leichtgewicht (bis 63 kg)
| Platz | Land           | Sportler             |
| ----- | -------------- | -------------------- |
| 1     | JPN            | Takao Kawaguchi      |
| 2     | nicht vergeben | nicht vergeben       |
| 3     | PRK            | Kim Yong-ik          |
| 3     | FRA            | Jean-Jacques Mounier |
| 5     | FRG            | Wolfram Koppen       |
| 5     | CUB            | Héctor Rodríguez     |
| 7     | ROC            | Cheng Chi-hsiang     |
| 7     | HUN            | Ferenc Szabó         |
|       |                |                      |
| 11    | GDR            | Karl-Heinz Werner    |
| 13    | SUI            | Marcel Burkhard      |
| 19    | AUT            | Erich Pointner       |

Datum: 4. September 1972 

29 Teilnehmer aus 29 Ländern
Der zweitplatzierte Mongole Bachaawaagiin Bujadaa wurde des Dopings mit Dianabol überführt und seine Medaille aberkannt. Damit blieb der zweite Platz unbesetzt.
|  | Halbfinale   | Halbfinale     |           |                | Finale       | Finale       |
|  |              |                |           |                |              |              |
|  | 4. September |                |           |                |              |              |
|  | Kawaguchi    | Ippon 5.58 min |           |                |              |              |
|  | Kim          |                |           |                | 4. September | 4. September |
|  |              |                | Kawaguchi | Ippon 0.39 min |              |              |
|  |              |                |           | Buidaa         |              |              |
|  | Buidaa       | 8.00 min       |           |                |              |              |
|  | Mounier      |                |           |                |              |              |
|  |              |                |           |                |              |              |

### Halbmittelgewicht (bis 70 kg)
| Platz | Land | Sportler           |
| ----- | ---- | ------------------ |
| 1     | JPN  | Toyokazu Nomura    |
| 2     | POL  | Antoni Zajkowski   |
| 3     | GDR  | Dietmar Hötger     |
| 3     | URS  | Anatolij Nowikow   |
| 5     | FRG  | Engelbert Dörbandt |
| 5     | HUN  | Antal Hetényi      |
| 7     | ROC  | Wang Jong-she      |
| 7     | SUI  | Reto Zinsli        |
|       |      |                    |
| 10    | AUT  | Gerold Jungwirth   |
| 18    | LIE  | Armin Büchel       |

Datum: 3. September 1972 

28 Teilnehmer aus 28 Ländern
|  | Halbfinale   | Halbfinale     |           |        | Finale         | Finale       |
|  |              |                |           |        |                |              |
|  | 3. September |                |           |        |                |              |
|  | Hötger       |                |           |        |                |              |
|  | Zajkowski    | 8.00 min       |           |        | 3. September   | 3. September |
|  |              |                | Zajkowski |        |                |              |
|  |              |                |           | Nomura | Ippon 0.27 min |              |
|  | Nomura       | Ippon 3.39 min |           |        |                |              |
|  | Nowikow      |                |           |        |                |              |
|  |              |                |           |        |                |              |

### Mittelgewicht (bis 80 kg)
| Platz | Land | Sportler        |
| ----- | ---- | --------------- |
| 1     | JPN  | Shinobu Sekine  |
| 2     | KOR  | Oh Seung-lip    |
| 3     | FRA  | Jean-Paul Coche |
| 3     | GBR  | Brian Jacks     |
| 5     | URS  | Guram Gogolauri |
| 5     | AUT  | Lutz Lischka    |
| 7     | FRG  | Gerd Egger      |
| 7     | TCH  | Petr Jákl       |
|       |      |                 |
| 13    | SUI  | Philippe Aubert |
| 19    | GDR  | Rudolf Hendel   |

Datum: 2. September 1972 

35 Teilnehmer aus 35 Ländern
|  | Halbfinale   | Halbfinale     |        |           | Finale       | Finale       |
|  |              |                |        |           |              |              |
|  | 2. September |                |        |           |              |              |
|  | Jacks        |                |        |           |              |              |
|  | Sekine       | 8.00 min       |        |           | 2. September | 2. September |
|  |              |                | Sekine | 10.00 min |              |              |
|  |              |                |        | Oh        |              |              |
|  | Oh           | Ippon 3.59 min |        |           |              |              |
|  | Coche        |                |        |           |              |              |
|  |              |                |        |           |              |              |

### Halbschwergewicht (bis 93 kg)

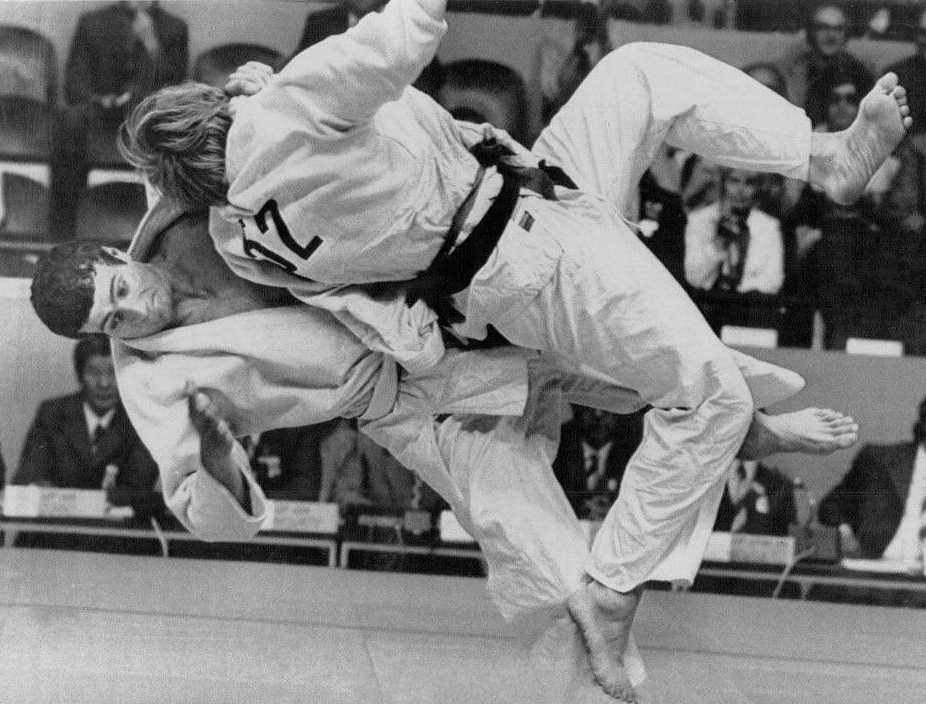
Tschotschischwili gegen Starbrook

| Platz | Land | Sportler                 |
| ----- | ---- | ------------------------ |
| 1     | URS  | Schota Tschotschischwili |
| 2     | GBR  | David Starbrook          |
| 3     | FRG  | Paul Barth               |
| 3     | BRA  | Chiaki Ishii             |
| 5     | GDR  | Helmut Howiller          |
| 5     | USA  | Jimmy Wooley             |
| 7     | FRA  | Pierre Albertini         |
| 7     | CAN  | Terry Farnsworth         |
| 9     | SUI  | Frédéric Kyburz          |
|       |      |                          |
| 14    | AUT  | Eduard Aellig            |
| 19    | LIE  | Hans-Jakob Schädler      |

Datum: 1. September 1972 

29 Teilnehmer aus 29 Ländern
|  | Halbfinale        | Halbfinale     |           |                   | Finale       | Finale       |
|  |                   |                |           |                   |              |              |
|  | 1. September      |                |           |                   |              |              |
|  | Starbrook         | Ippon 5.00 min |           |                   |              |              |
|  | Ishii             |                |           |                   | 1. September | 1. September |
|  |                   |                | Starbrook |                   |              |              |
|  |                   |                |           | Tschotschischwili | 10.00 min    |              |
|  | Barth             |                |           |                   |              |              |
|  | Tschotschischwili | Ippon 1.05 min |           |                   |              |              |
|  |                   |                |           |                   |              |              |

### Schwergewicht (über 93 kg)
| Platz | Land | Sportler             |
| ----- | ---- | -------------------- |
| 1     | NED  | Willem Ruska         |
| 2     | FRG  | Klaus Glahn          |
| 3     | JPN  | Motoki Nishimura     |
| 3     | URS  | Giwi Onaschwili      |
| 5     | FRA  | Jean-Claude Brondani |
| 5     | USA  | Douglas Nelson       |
| 7     | MAR  | Tijine Benkassou     |
| 7     | SEN  | M’Bagnick M’Bodj     |
| 9     | GDR  | Klaus Hennig         |
|       |      |                      |
| 11    | AUT  | Erich Butka          |
| 11    | SUI  | Pierre Paris         |

Datum: 31. August 1972 

19 Teilnehmer aus 19 Ländern
|  | Halbfinale | Halbfinale     |       |       | Finale         | Finale     |
|  |            |                |       |       |                |            |
|  | 31. August |                |       |       |                |            |
|  | Onaschwili |                |       |       |                |            |
|  | Glahn      | Ippon 2.32 min |       |       | 31. August     | 31. August |
|  |            |                | Glahn |       |                |            |
|  |            |                |       | Ruska | Ippon 1.43 min |            |
|  | Ruska      | 8.00 min       |       |       |                |            |
|  | Nishimura  |                |       |       |                |            |
|  |            |                |       |       |                |            |

### Offene Klasse
| Platz | Land | Sportler             |
| ----- | ---- | -------------------- |
| 1     | NED  | Willem Ruska         |
| 2     | URS  | Witali Kuznezow      |
| 3     | FRA  | Jean-Claude Brondani |
| 3     | GBR  | Angelo Parisi        |
| 5     | FRG  | Klaus Glahn          |
| 5     | CAN  | Douglas Rogers       |
| 7     | MAR  | Tijine Benkassou     |
| 7     | BRA  | Chiaki Ishii         |
|       |      |                      |
| 19    | SUI  | Ueli Falk            |
| 19    | GDR  | Klaus Hennig         |
| 19    | AUT  | Johann Pollak        |

Datum: 9. September 1972 

26 Teilnehmer aus 26 Ländern
|  | Halbfinale   | Halbfinale     |       |                | Finale       | Finale       |
|  |              |                |       |                |              |              |
|  | 9. September |                |       |                |              |              |
|  | Brondani     |                |       |                |              |              |
|  | Ruska        | Ippon 5.02 min |       |                | 9. September | 9. September |
|  |              |                | Ruska | Ippon 3.58 min |              |              |
|  |              |                |       | Kuznezow       |              |              |
|  | Kuznezow     | Ippon 5.42 min |       |                |              |              |
|  | Parisi       |                |       |                |              |              |
|  |              |                |       |                |              |              |